# 경희여자중학교
경희여자중학교(慶熙女子中學校)는 대한민국 서울특별시 동대문구 회기동에 위치한 사립 중학교이다.

## 학교 연혁
- 1959년 12월 12일 : 고황재단 이사장 조영식 박사 경희대학교 병설로 경희중,고등학교(남녀공학) 설립
- 1960년 2월 9일 : 경희중고등학교 설립인가(남녀공학, 총 36학급)
- 1960년 4월 15일 : 개교식, 초대 교장 조영식 박사 취임
- 1963년 1월 5일 : 여자중학교 각 학년 4학급씩 12학급, 여자고등학교 각학년 4학급씩 12학급 증설 인가
- 1963년 3월 1일 : 남녀공학 분리, 경희여자중고등학교 설립
- 1963년 3월 23일 : 경희여자중고등학교 초대 교장 윤양모 선생 취임
- 1964년 1월 24일 : 재1회 졸업식 거행(106명)
- 1969년 3월 1일 : 여중,여고 분리
- 2016년 3월 1일 : 기술실 증설
- 2020년 4월 24일 : 제15대 학교장 차은경 선생 취임
- 2023년 2월 9일 : 제60회 졸업식(131명, 누계 19,526명)

## 참고 자료
- 경희여자중학교 - 한국교육학술정보원 학교알리미